# Teatro Ángela Peralta

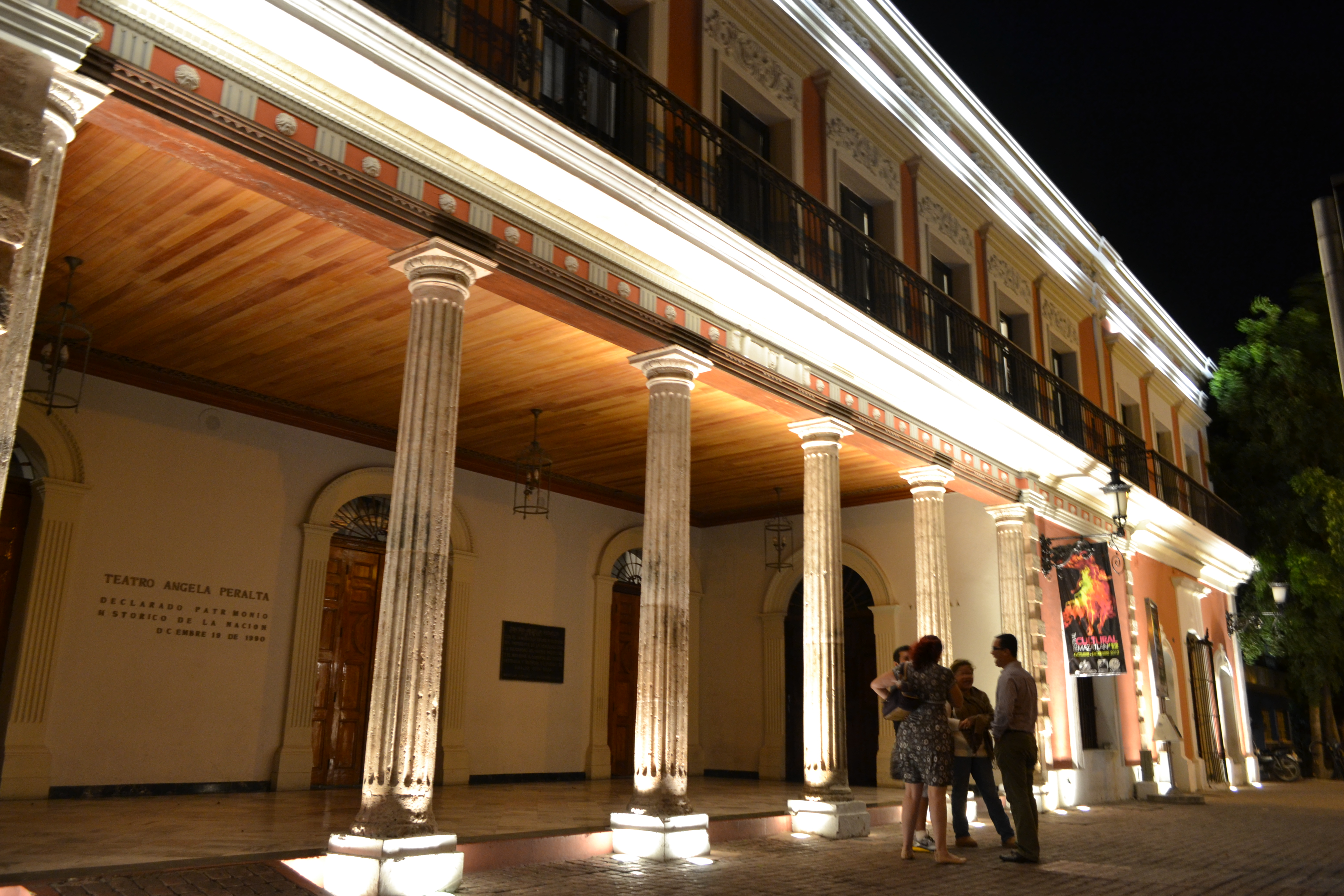
Außenfassade des Teatro Ángela Peralta

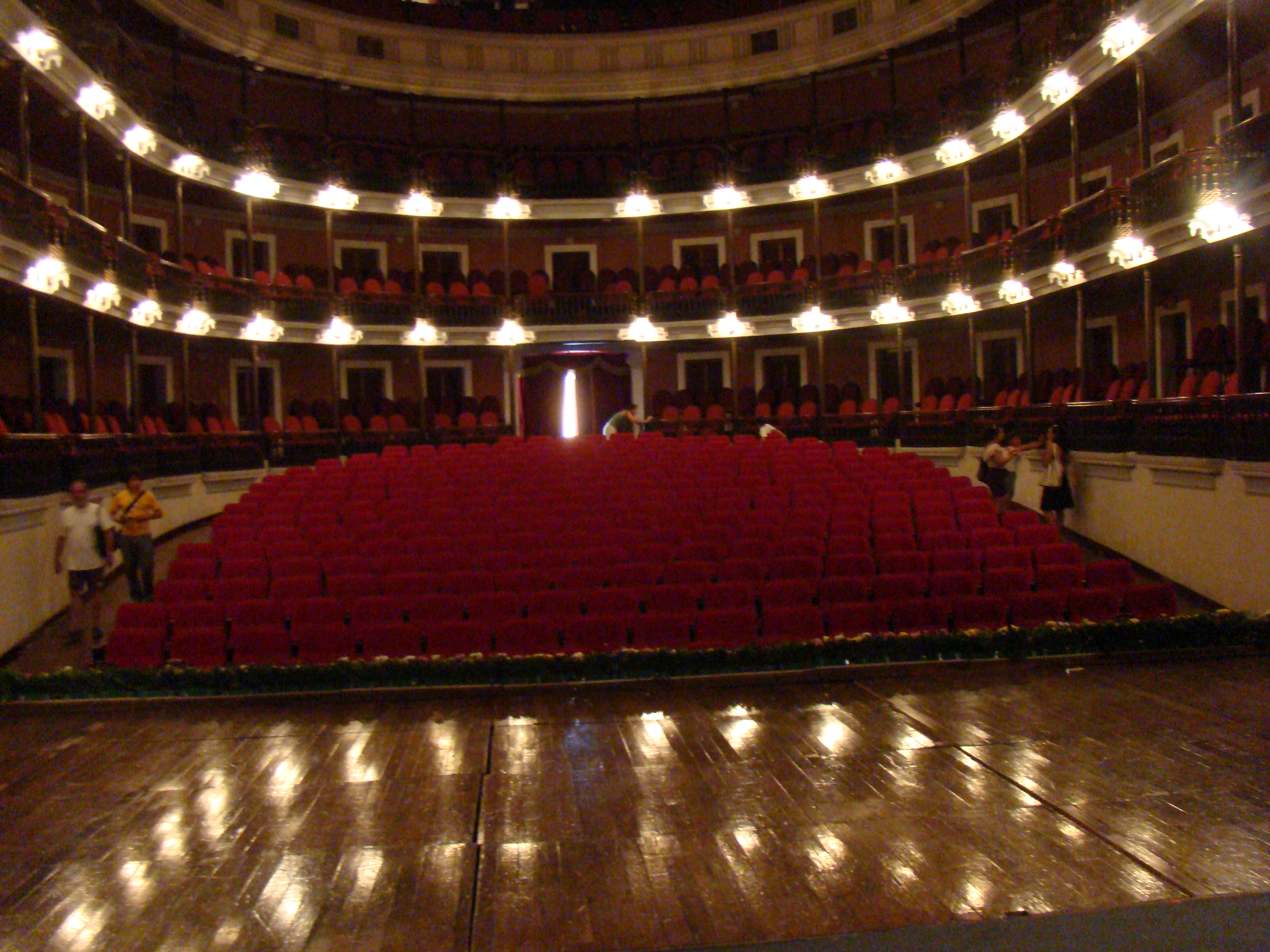
Innenraum des Teatro Ángela Peralta

Das Teatro Ángela Peralta ist ein an der Avenida Carnaval (Plaza Machado) gelegenes Opern- und Konzerthaus in der mexikanischen Stadt Mazatlán im Bundesstaat Sinaloa.

## Geschichte
In der Mitte des 19. Jahrhunderts besaß Mazatlán lediglich ein Theater. Dieses trug die Bezeichnung Teatro del Recreo nach der Straße, an der es sich befand (Calle Recreo, heute Constitución). Das Theater war jedoch in einem allgemein schlechten Zustand und so präsentierte der Unternehmer Manuel Rubio 1869 der Stadtverwaltung seinen Entwurf für ein neues und modernes Theatergebäude. Die Bauarbeiten begannen noch im selben Jahr und dauerten fünf Jahre. Doch der Bauherr erlebte die Fertigstellung nicht mehr, weil er bei einer Schiffsreise nach Paris verstarb, wo er Utensilien für das in Bau befindliche Theater erwerben wollte. Um das Lebenswerk ihres Mannes zu vollenden, finanzierte seine Witwe den Weiterbau des Gebäudes, das am 15. Februar 1874 als Teatro Rubio eröffnet wurde. Zu diesem Zeitpunkt fehlten allerdings noch einige Ausstattungen, was zu entsprechenden Diskrepanzen zwischen der Stadt und der Witwe führte. Nach drei Jahren veräußerte die Witwe das Gebäude und die weiteren Arbeiten zu seiner endgültigen Fertigstellung wurden erst zwischen 1879 und seiner offiziellen Eröffnung am 6. Februar 1881 vorgenommen.
Im August 1883 war ein Auftritt der mexikanischen Opernsängerin Ángela Peralta geplant, der jedoch nicht zustande kam, weil die Künstlerin bei der Anreise an Gelbfieber erkrankte und wenige Tage später in Zimmer 10 des benachbarten Hotel Iturbide verstarb.
Bis in die frühen 1940er Jahre diente das Gebäude vorwiegend als Bühne für Opern und Operetten, aber auch als Veranstaltungsort für andere kulturelle Ereignisse und zeitweise auch für Karnevalsveranstaltungen.
1943 wurde das Gebäude in ein Kino umgewandelt und erhielt zu Ehren der im benachbarten Hotel Iturbide verstorbenen Opernsängerin den Namen Cine Ángela Peralta. Bis 1964 diente das Gebäude als Kino und stand anschließend fünf Jahre leer. Ab 1969 wieder unregelmäßig genutzt, wurde das Gebäude 1975 von einem Hurrikan schwer beschädigt. Nach jahrelangem Leerstand beschloss die Stadtverwaltung 1987 den Wiederaufbau, dem am 23. Oktober 1992 die feierliche Wiedereröffnung folgte.
Im heutigen Teatro Ángela Peralta finden vorwiegend Sinfoniekonzerte, Opern- und Ballettveranstaltungen sowie Lesungen statt.